# Gabrielo Gabbrielleschi
Gabrielo Gabbrielleschi (Santos, 26 de fevereiro de 1932) é um radialista, locutor, produtor, radioator e apresentador de rádio e televisão.
Mais antigo radialista vivo em sua região, em atividade há 67 anos. Seus primeiros trabalhos foram no programa "Teatrinho de brinquedo", na Rádio Atlântica de Santos. 
Aos 16 anos (1948), passa no teste para locutor profissional na Rádio Cultura de São Vicente, tornando-se o mais jovem radialista da região. Em 1951, ganhou concurso de radioatores da Rádio São Paulo.
Em sua carreira, recebeu muitos prêmios e lançou diversos programas. Também apresentou por 25 anos na TV o programa "Portugal e sua gente".

## Vida profissional
Aos 16 anos, em 1948, estreia como locutor no programa infantojuvenil "Teatrinho de Brinquedo" de Dindinha Sinhá, na Rádio Atlântica de Santos. No mesmo ano inicia a carreira de radiator na Rádio Atlântica, participando nas novelas de Rosinha Mastrângelo - "Um romance para você" e de Ibrahim do Carmo Mauá - "Reminiscências".
Em setembro de 1948 ganha o concurso de locutores e passa a trabalhar na Rádio Cultura de Santos.
Em junho de 1951 participa do Concurso de Locutor e Radioator promovido pelo novelista Urbano Reis, onde conquistou o 1º lugar, entre 300 candidatos, passando a atuar na Rádio São Paulo - Emissoras Unidas, onde permaneceu por três meses. 
De volta à Rádio Cultura de São Vicente, passa a atuar no horário nobre das 20 às 24 horas produzindo e apresentando o programa "Noites Vicentinas", e aos domingos das 10 às 11 horas o programa infantil "Manduquinha". Por exercer durante o dia outras atividades no comércio, deixa temporariamente suas atividades no rádio de 1954 a 1956.
Em junho de 1956,  passa a atuar como locutor de auditório nos programas da Rádio Cacique de Santos diretamente do ginásio do Sesc-Senac, onde trabalhou com José Gomes, Dorival Ribeiro, Ivone Cavalcante, Manoel de Nóbrega, Ronald Golias, Canarinho, Carlos Alberto de Nóbrega, Chocolate, entre outros. Deixou a Rádio Cacique  em dezembro de 1958.
Em fevereiro de 1959, a convite de Cezar Cozzi, passa a apresentar pela Rádio Guarujá Paulista o programa "Porto no Ar", onde permaneceu até novembro do mesmo ano.
Volta para a Rádio Cultura de São Vicente  em dezembro de 1959, onde apresentou os programas "Polícia Marítima no Ar", "Caminho da Glória" e "Audições L.C", este último sendo um programa cultural que mais tarde seria rebatizado de "Sabatinas Culturais da Escola Senador Feijó", Gabbrielleschi permaneceu apresentando estes programas até 1962.
Em janeiro de 1963, a convite do Pastor Brígido João de Andrade, passa a ser o locutor de noticiário do programa "A Voz do Brasil para Cristo", transmitido pela Rádio Cacique de Santos. Por lá permaneceu durante um ano, deixou o programa em dezembro de 1963.
Em janeiro de 1954, passa a atuar na Rádio Clube de Santos com os programas "Audições L.C" e "Serestas". Em março de 1965 lança o programa "Sabatinas Culturais da Escola Senador Feijó", onde reunia representantes de todos os colégios, conservatórios musicais, professores de dança, bandas, corais, conjuntos musicais, pianistas, diretores e professores. Em dezembro de 1966, muda-se para Nova Jérsei, no Estados Unidos, cessando a apresentação de "Sabatinas Culturais".
Já em 1967, residindo nos Estados Unidos, lança o programa "Aquarela do Brasil", transmitido direto de Nova York pela emissora FM WHBI 105.9. Ainda nos Estados Unidos, participou do concurso de locutores da Radio New York, conquistando o 1º lugar. Voltou ao Brasil em dezembro de 1967.

## Prêmios recebidos
2ª Prêmio Notáveis da Cultura homenageia artistas da Baixada (2015)